# Maerua friesii
Maerua friesii är en kaprisväxtart som beskrevs av Ernest Friedrich Gilg och Benedict. Maerua friesii ingår i släktet Maerua och familjen kaprisväxter. Inga underarter finns listade i Catalogue of Life.